# Великі винні сорти
Так звані Великі (або благородні) винні сорти це шість сортів винограду культурного, що їх визнано найважливішими для виробництва вина з точки зору смаку, аромату, здатності до витримки, вподобань споживачів. Не існує формального рейтингу, скоріш великі сорти є консенсусом між виробниками та маркетологами, який домінує в літературі. 
Великими сортами є:
червоні
- Каберне Совіньйон
- Мерло
- Піно Нуар

білі
- Шардоне
- Совіньйон Блан
- Рислінг

Деякі експерти, такі, як Карен МакНіл  розширюють список шести великих сортів до десяти «класичних сортів», включаючи:
- Шенен Блан
- Семільйон — виноград у винах Сотерн
- Сіра (також відомий як Шираз) — Південь Франції, Австралія
- Гренаш (Ґренаш, Ґарнача) — розповсюджений в Іспанії та на Півдні Франції.